# Södra Yttergrund
Södra Yttergrund är en ö i Finland. Den ligger i Bottenhavet och  i Sideby i kommunen Kristinestad i den ekonomiska regionen  Sydösterbotten i landskapet Österbotten, i den västra delen av landet. Ön ligger omkring 130 kilometer söder om Vasa och omkring 280 kilometer nordväst om Helsingfors.
Öns area är 19,3 hektar och dess största längd är 0,9 kilometer i nord-sydlig riktning.
Inlandsklimat råder i trakten. Årsmedeltemperaturen i trakten är 4 °C. Den varmaste månaden är augusti, då medeltemperaturen är 15 °C, och den kallaste är januari, med −10 °C.

## Fyren
Yttergrunds fyr är med sina 43,6 meter Nordens näst högsta fyr. Fransmannen Josef Frentz installerade lyset i fyren, samme man var med om att uppföra Eiffeltornet i Paris. Väster om fyren finns lotsvaktsstugan och uthus. Till lotsstugan hör en segelbod. Här finns en gästhamn Yttergrund utfärdshamn.
Fyren har en speciell linsapparat tillverkad av franska firman Barbier som består av två linser på varandra. Vanligtvis användes endast den ena, men vid dålig väderlek med svåra siktförhållanden tände man fotogenbrännarna i båda linser. Fyren är automatiserad sedan 1963 och numera är belysningen elektrisk.